# Jane C. Wright
Pour les articles homonymes, voir Wright.
 (décembre 2020).
Le contenu est difficilement compréhensible vu les erreurs de traduction, qui sont peut-être dues à l'utilisation d'un logiciel de traduction automatique.
Jane Cooke Wright (également connue sous le nom de Jane Jones), née le 20 novembre 1919 à New-York et morte le 19 février 2013 à Guttenberg, est une pionnière de la recherche sur le cancer et une chirurgienne réputée pour ses contributions dans le domaine de la chimiothérapie. Elle a développé un procédé qui utilise les cellules humaines plutôt que celles des souris de laboratoire afin de tester les effets de traitements sur les cellules cancéreuses. Elle a également été  pionnière dans l'utilisation du méthotrexate pour traiter le cancer du sein et le cancer de la peau (mycosis fongoïde).

## Biographie
Née à Manhattan, Jane Wright est la fille de Corinne Cooke, une enseignante d'école publique, et de Louis T. Wright, diplômé du Meharry Medical College (en), l'un des premiers diplômés afro-américains de la Harvard Medical School. Son père, Louis Tompkins Wright, était issu d'une famille de médecins. Il était le fils du Dr Ceah Ketcham Wright, un médecin diplômé du Bencake Medical College (qui était né esclave) et le beau-fils de William Fletcher Penn (en), le premier diplômé afro-américain du Yale Medical College (en). L'oncle de Jane Wright, Harold Dadford West (en), fut également médecin, puis président du Meharry Medical College. En devenant médecins, Jane Wright et sa sœur Barbara Wright Pierce ont toutes deux suivi les traces de leur père et de leurs grands-pères. Elles ont surmonté les préjugés sexistes et raciaux pour réussir dans une profession masculine largement réservée, jusqu'alors, aux hommes blancs.
La famille de Jane Wright s'était principalement dirigée avec succès dans le domaine de la médecine. Le premier membre médical de la famille Wright était le Dr Ceah Ketcham Wright, né esclave, qui après la guerre civile, a obtenu son diplôme de médecine au Meharry Medical College. Le beau-père de Jane, le Dr William Fletcher Penn a été le premier Afro-Américain à obtenir son diplôme du Yale Medical College. Enfin, le père de Jane, le Dr Louis T. Wright, dont elle s'est le plus inspiré, a été parmi les premiers étudiants noirs à obtenir un doctorat en médecine de la Harvard Medical School, et le premier médecin afro-américain dans un hôpital public de New York. Au cours de ses 30 années de travail à l'hôpital de Harlem, il a fondé et dirigé la Fondation de recherche sur le cancer de l'hôpital de Harlem.
Jane Wright a fréquenté le Smith College. Au départ, elle souhaitait  obtenir un diplôme en art mais son père a proposé la réorienter vers des études pré-médicales. Après ses études au Smith College, Jane a obtenu une bourse complète pour étudier la médecine au New York Medical College. Elle a obtenu son diplôme dans le cadre d'un programme accéléré de trois ans en 1945. Après avoir obtenu son diplôme de médecine, Jane Wright a obtenu un internat à l'hôpital Bellevue en 1945 et 1946. En 1947, elle a épousé David D. Jones, Jr, un avocat. En 1949, elle a terminé son internat en chirurgie à l'hôpital de Harlem en 1948, lieu où son père opérait.
Enfant, Jane Wright a fréquenté Ethical Culture Fieldston School (en), puis la Fieldston School dont elle a obtenu le diplôme en 1938. Elle a obtenu un diplôme d'art du Smith College en 1942 .Elle a ensuite obtenu un diplôme en médecine en 1945 du New York Medical College (en).

## Carrière professionnelle
Après ses études de médecine, Jane Wright a été externe à Bellevue Hospital (1945–46) et à Harlem Hospital Center (en) (1947–1948). En 1949, elle a rejoint son père dans la recherche au Harlem Hospital Cancer Research Center qu'il avait fondé. Elle lui a succédé comme directeur à sa mort en 1952. En 1955, elle a accepté un poste de recherche au Bellevue Medical Center de New York University en tant que professeure agrégée de recherche chirurgicale et directrice de la recherche sur le cancer.
En 1949, Jane Wright a rejoint son père à la Fondation de recherche sur le cancer de l'hôpital de Harlem. Pendant son séjour à l'institut de recherche, son père ainsi qu'elle-même ont développé un grand intérêt pour les agents chimiothérapeutiques. Ils souhaitaient rendre la chimiothérapie plus accessible à tous. Dans les années 40, la chimiothérapie était un nouveau développement. Elle n'était  pas une source de traitement bien connue ou bien pratiquée car elle en était encore à son stade expérimental. La chimiothérapie était considérée comme le « dernier recours ». Les médicaments disponibles et la posologie n'étaient pas bien définis. Jane et son père voulaient, tous deux, faire de la chimiothérapie une méthode de traitement du cancer plus accessible. Ils ont été les premiers à signaler la possibilité d'agents de moutarde azotée et d'antagonistes de l'acide folique comme traitements contre le cancer. L'antagoniste de l'acide folique peut bloquer l'acide folique dans le corps. C'est nécessaire aux cellules pour produire certains types d'acides aminés. En inhibant les acides foliques, les cellules sont incapables de fabriquer de nouveaux brins d'ADN / ARN ou de produire des protéines pour conduire la mitose. Étant donné que les cellules cancéreuses sont très prolifératives, par rapport aux autres, dans le corps humain, il est essentiel d'empêcher la mitose de se produire. Les antagonistes de l'acide folique qui ont été testés étaient probablement une découverte des plus importantes. En effet, les antifolates (en) sont très puissants contre une vaste gamme de tumeurs, y compris dans plusieurs types de leucémie, la maladie de Hodgkin, le lymphosarcome, le mélanome, le cancer du sein et le cancer de la prostate. Le méthotrexate est toujours l'un des principaux agents chimiothérapeutiques utilisé pour traiter de nombreux types de cancer. Il a été à la base de toute la chimiothérapie moderne.
Les travaux de recherche de Jane Wright se sont intéressés aux effets de divers médicaments sur les tumeurs. En 1951, avec l'aide de son équipe, elle a été la première à identifier le méthotrexate, l'un des médicaments chimiothérapeutiques fondamentaux, comme un outil efficace contre les tumeurs cancéreuses,. Les premiers travaux de Jane Wright ont fait sortir la chimiothérapie du domaine d'un traitement hypothétique expérimental non testé, pour la faire entrer dans le domaine de la thérapeutique anticancéreuse testée et éprouvée - sauvant ainsi littéralement des millions de vies. Son travail, avec cette forme de chimiothérapie, s'est avéré être le tremplin pour la thérapie combinée ainsi que les ajustements individuels dus à la toxicité des patients. Dans une recherche initiale, la tumeur de chaque patient a  été évaluée et cultivée en culture tissulaire. Ces tumeurs ont ensuite été traitées avec le même médicament que celui utilisé dans le traitement du patient avant l'extraction de la tumeur. Comme vu dans la figure 1, les critères cliniques nécessaires à l'évaluation des agents chimiothérapeutiques fonctionnent.

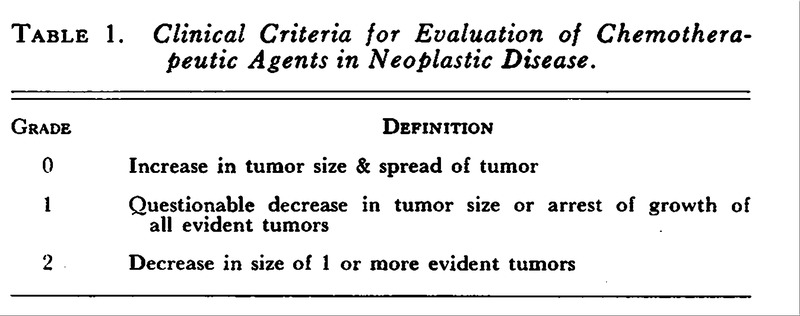
Critères cliniques pour l'évaluation des agents chimiothérapeutiques.

En fin de compte, il a été démontré qu'il y avait effectivement une corrélation entre l'agent chimiothérapeutique administré au patient et ceux cultivés dans des cultures de tissus. À partir de là, Jane Wright a pu développer le méthotrexate pour lutter contre les tumeurs.
Jane Wright et son père ont introduit des agents de moutarde azotée, similaires aux composés de gaz moutarde utilisés pendant la Première Guerre mondiale, qui ont réussi à traiter les cellules cancéreuses des patients atteints de leucémie. Jane Wright a, par la suite, lancé un travail combinatoire en chimiothérapie, se concentrant non seulement sur l'administration de plusieurs médicaments, mais aussi sur des variations séquentielles et posologiques. Ceci pour augmenter l'efficacité de la chimiothérapie et minimiser les effets secondaires. Elle a réussi à identifier les traitements pour le cancer du sein et le cancer de la peau. Elle a développé un protocole de chimiothérapie qui augmentait la durée de vie  jusqu'à dix ans des patientes atteintes d'un cancer de la peau. Elle a également développé une méthode, non chirurgicale, utilisant un système de cathéter pour administrer des médicaments puissants aux tumeurs situées profondément dans le corps comme le foie et la rate. Elle a publié plus de 100 articles sur la chimiothérapie anticancéreuse au cours de sa carrière et a siégé au comité de rédaction du Journal of the National Medical Association (en).
Au cours de sa carrière, elle a également collaboré avec la biologiste cellulaire et physiologiste Jewel Plummer Cobb (en), une autre scientifique afro-américaine réputée.
En plus de son travail de recherche et de son travail clinique, Jane Wright était professionnellement active. En 1964, elle était la seule femme parmi sept médecins à avoir contribué à la fondation de la American Society of Clinical Oncology. En 1971, elle fut la première femme élue présidente de la New York Cancer Society. Jane Wright a été nommée doyen associée et cheffe du département de chimiothérapie anticancéreuse du New York Medical College (en) en 1967. Elle fut apparemment le médecin afro-américain la mieux classéed'une importante faculté de médecine de l'époque. Elle a été nommée au National Cancer Advisory Board (également connu sous le nom de National Cancer Advisory Council) par le président Lyndon Johnson, siégeant de 1966 à 1970,. Elle a également siégé à la Commission présidentielle sur les maladies cardiaques, le cancer et les accidents vasculaires cérébraux (1964–1965). Jane Wright était également active au niveau international, dirigeant des délégations d'oncologues en Chine et en Union soviétique, ainsi que dans les pays d'Afrique et d'Europe de l'Est. Elle a travaillé au Ghana en 1957 et au Kenya en 1961, traitant des patients atteints de cancer. De 1973 à 1984, elle a été vice-présidente de l'African Research and Medical Foundation.
Jane Wright a reçu de nombreux prix, dont le doctorat honorifique en sciences médicales du Woman's Medical College of Pennsylvania.
Jane Wright a pris sa retraite en 1985. Elle a été nommée professeur émérite au New York Medical College en 1987. En décrivant ses recherches pionnières en chimiothérapie, elle a déclaré au journaliste Fern Eckman : « Il y a beaucoup de plaisir à explorer l'inconnu. Il n'y a pas de plus grand plaisir que de mener une expérience qui finit par contribuer à quelque chose de positif. ».

## Vie privée
Le 27 juillet 1947, Jane Wright a épousé David D. Jones avec lequel elle a deux filles : Jane Wright Jones et Alison Jones. Son mari était avocat. Il est devenu le fondateur d'organisations de lutte contre la pauvreté et de formation professionnelle pour les jeunes Afro-Américains. Il est mort en 1976.
En plus de son amour des Sciences, Jane Wright aimait l'aquarelle, la lecture de romans policiers, la natation et la voile. Après avoir reçu la Médaille du Mérite décernée par le magazine Mademoiselle en 1952, elle a déclaré : « Mes projets pour l'avenir sont de continuer à chercher un remède contre le cancer, d'être une bonne mère pour mes enfants et une bonne épouse pour mon mari. ».

## Archives
Les archives de Jane Wright sont conservées au Sophia Smith Collection of Women's History de Smith College.